# Parco naturale regionale Bosco Incoronata
Il parco naturale regionale Bosco Incoronata è un'area naturale protetta istituita nel 2006 situata lungo il fiume Cervaro a circa 12 chilometri dalla città di Foggia, nel cuore del Tavoliere delle Puglie.
Il parco comprende, oltre il bosco dell'Incoronata, parte del sito di importanza comunitaria proposto (pSIC) denominato "Valle del Cervaro - Bosco dell'Incoronata" ricadente nel perimetro del comune di Foggia.
Al suo interno si erge il santuario della Madonna Incoronata, meta internazionale di pellegrinaggi.

## Flora e vegetazione
Il bosco dell'Incoronata, negli ultimi anni, è oggetto di approfonditi studi tecnico-scientifici in merito alla redazione dell'inventario floristico, all'individuazione di specie rare e di notevole interesse floristico, alla caratterizzazione fitosociologica con l'aggiornamento della carta della vegetazione con il metodo sigmatista di Zurigo-Montpellier con studi pubblicati sulla rivista on-line Interdipendenze della Società di Etnosociologia e Ricerca Sociale (S.E.Ri.S).
Notevole importanza ricopre anche la riscoperta della liquirizia nell'area interessata. La fauna è variegata. Specialmente l'avifauna costituita da merli, corvi, beccacce e gazze nonché da numerose specie di uccelli rapaci. Numerosi anche i rettili e i mammiferi come il cinghiale, il capriolo, il daino e lo scoiattolo. Recentemente è ricomparso il lupo appenninico; nel 2012 una carcassa di lupo è stata rinvenuta nelle vicinanze del bosco.